# Peter Verbeken
Peter Verbeken, nacido el 15 de abril de 1966 en Deinze, es un ciclista belga ya retirado que fue profesional de 1989 a 1998.

## Palmarés
1992
- 1 etapa de la Milk Race

1993
- Gran Premio Guillermo Tell
- Côte picarde

1994
- 1 etapa del Tour DuPont
- 1 etapa del Regio-Tour
- 3º en el Campeonato de Bélgica en Ruta

1995
- Gran Premio Guillermo Tell, más 1 etapa

1997
- Flèche Hesbignonne

1998
- Flèche Hesbignonne

## Resultados en las grandes vueltas
| Carrera         | 1989 | 1990  | 1991 | 1992 | 1993  | 1994 | 1995 | 1996 | 1997 | 1998 |
| --------------- | ---- | ----- | ---- | ---- | ----- | ---- | ---- | ---- | ---- | ---- |
| Giro de Italia  | -    | -     | -    | -    | -     | -    | -    | -    | -    | -    |
| Tour de Francia | -    | -     | -    | -    | -     | -    | -    | -    | -    | -    |
| Vuelta a España | -    | 112.º | -    | Ab.  | 105.º | -    | -    | -    | -    | -    |
| Mundial en Ruta | -    | -     | -    | -    | -     | -    | -    | -    | -    | -    |

-: no participa

Ab.: abandono